# Apeadeiro de Murtede
O apeadeiro de Murtede (nome anteriormente grafado como "Murtêde"), é uma interface encerrada do Ramal da Figueira da Foz situada junto à aldeia de Carvalho, que servia nominalmente a localidade de Murtede, no distrito de Coimbra, em Portugal.

## Descrição

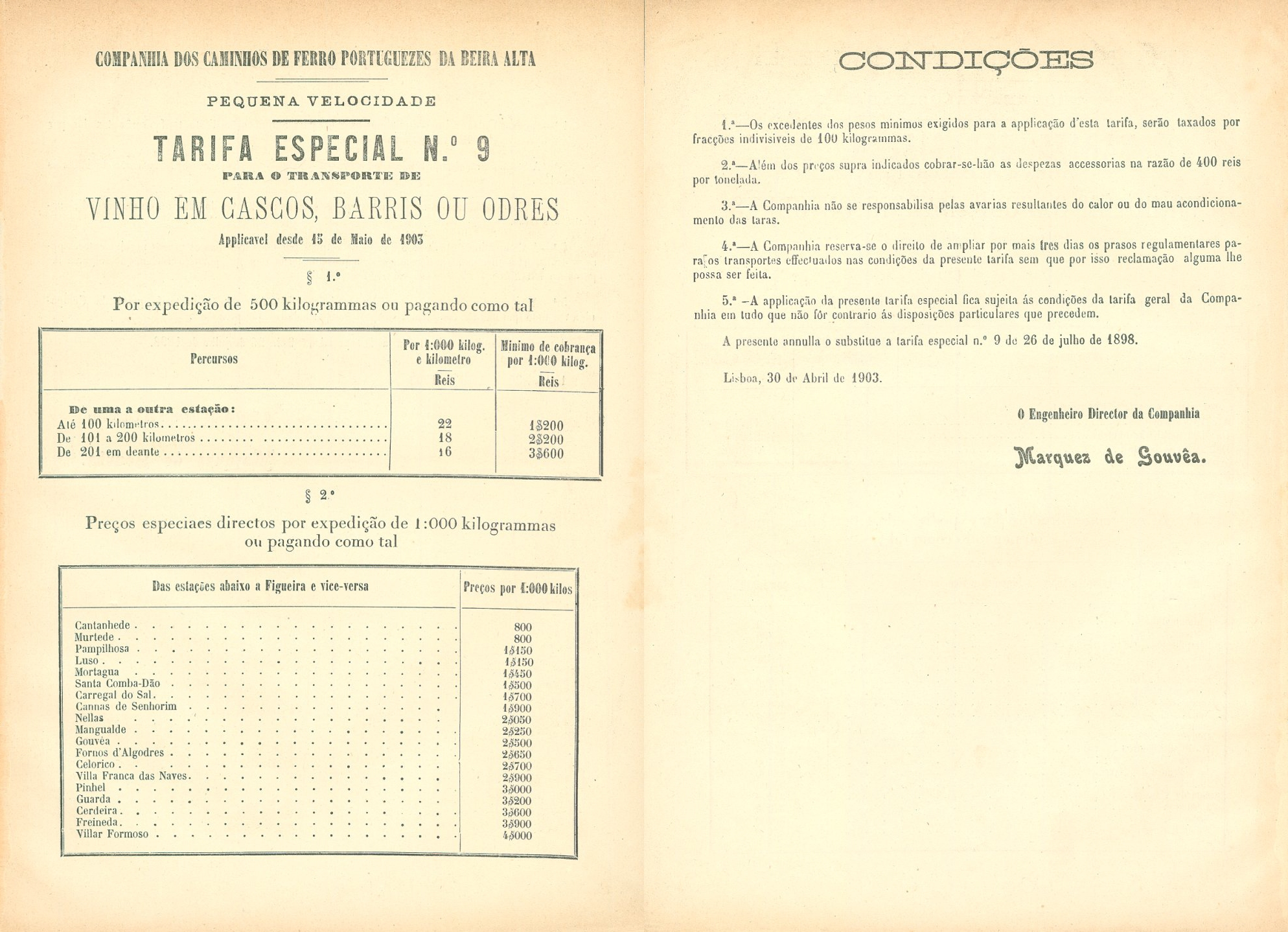
Anúncio de 1903 acerca do transporte de vinho na Linha da Beira Alta, incluindo a gare de Murtede.

O edifício de passageiros situa-se do lado sul da via (lado direito do sentido ascendente, a Pampilhosa). A superfície dos carris do apeadeiro de Murtede no seu ponto nominal situava-se à altitude de 1237 dm acima do nível médio das águas do mar.

## História

### Inauguração
O Ramal da Figueira da Foz (à época considerado parte integrante da Linha  da Beira Alta) foi inaugurado em 3 de Agosto de 1882, pela Companhia dos Caminhos de Ferro Portugueses da Beira Alta; a estação de Cantanhede constava já do elenco original de estações e apeadeiros.

### Encerramento
O Ramal da Figueira da Foz foi encerrado à circulação ferroviária pela Rede Ferroviária Nacional em 5 de janeiro de 2009, por motivos de segurança. A empresa Comboios de Portugal assegurou, até 1 de Janeiro de 2012, um serviço rodoviário de substituição.